# ShareTheMeal

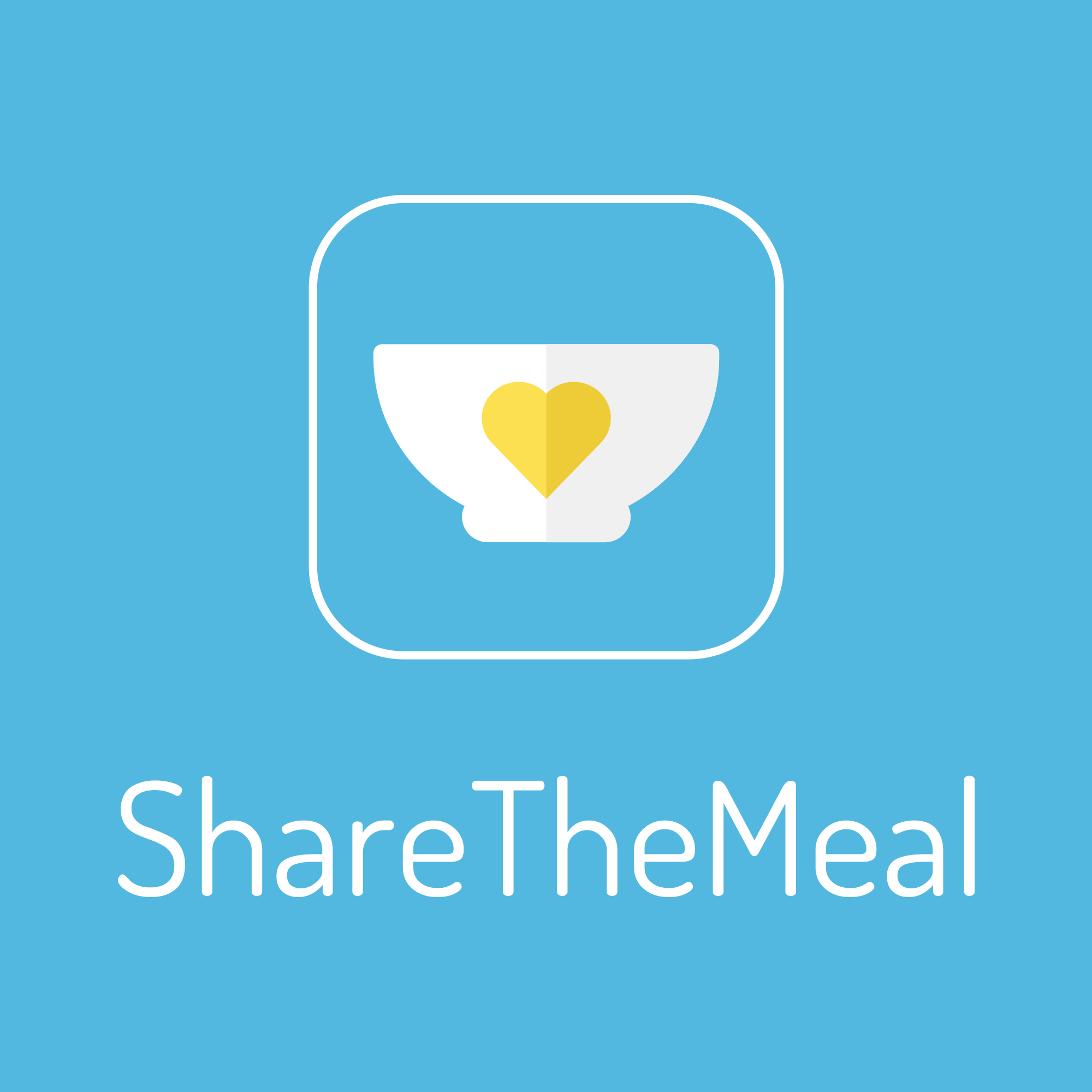
Logo

ShareTheMeal ist die Spenden-App des Welternährungsprogramm der Vereinten Nationen, mit der Nutzer laut Anbieter direkt Geld an bedürftige Kinder spenden können.

## Beschreibung
Die App ging 2015 für iOS (App Store) und Android (Google Play Store und Amazon Appstore) online.
Mit einem Betrag von 70 Cent kann nach Angaben der Organisation jeweils ein Kind einen Tag mit Essen versorgt werden. Stand Mai 2020 wurden so nach eigenen Angaben mehr als 60 Millionen Mahlzeiten finanziert.
Tatsächlich werden die Kinder nicht jeweils mit den vollen 70 Cent pro Tag mit Essen versorgt. Der ursprüngliche Betrag der Spende war 40 Cent. Im Juli 2020 wurde dieser Betrag auf 70 Cent erhöht, damit verbunden war aber die deutliche Erhöhung der Ausgaben für Marketing:
„62% fließen direkt in die Ernährung von notleidenden Familien. 28% werden in Fundraising und Marketing investiert. So bauen wir unsere Community auf und können künftig noch mehr Menschen helfen. 6% werden weiterhin für operative Kosten unserer Organisation verwendet und 4% decken auch künftig Zahlungsgebühren.“ Damit wurde der Prozentsatz der Werbe- und Verwaltungskosten von dem, der vom Deutschen Zentralinstitut für soziale Fragen (DZI) als niedrig eingestuft wird, auf vertretbar angehoben.

## Rezeption
Die App wurde im April 2014 von Sebastian Stricker und Bernhard Kowatsch in Berlin entwickelt.
Im November 2015 wurde ShareTheMeal mit dem LeadAward der Lead Academy für den Startup des Jahres ausgezeichnet. Im Dezember 2015 wurde ShareTheMeal in Googles Sammlung der besten Apps des Jahres 2015 aufgenommen und war Teil von Googles Sammlung der Weihnachtsthemen 2015.
ShareTheMeal wurde von mehreren Prominenten befürwortet und unterstützt, darunter der Präsident des Europäischen Parlaments Martin Schulz, die Schauspielerin und Sängerin Vanessa Hudgens, der Fußballspieler Kaká und die Sängerin Grimes.

## Auszeichnungen
Im März 2016 gewann ShareTheMeal den Innovation Interactive Award bei SxSW in der Kategorie New Economy. Im April 2016 gewann ShareTheMeal den People’s Voice Award bei den 20th Annual Webby Awards in der Kategorie Mobile Sites & Apps Best Practices. Im April 2016 wurde ShareTheMeal für den Classy Award als eines der innovativsten gemeinnützigen und sozialen Unternehmen des Jahres 2016 nominiert. Im Oktober 2016 gewann ShareTheMeal die Lovie Awards 2016 in der Kategorie Mobile Sites & Apps Best Practices.
Im November 2016 wurde ShareTheMeal mit 3 Shorty Social Good Awards ausgezeichnet, darunter „NGO des Jahres“. Im Dezember 2016 wurde ShareTheMeal von Google zu einer der besten Apps des Jahres 2016 gewählt. Bei der Google I/O im Mai 2017 gewann ShareTheMeal den Google Play Award für die beste soziale Auswirkung.